# Joe Lauzon
Joseph Edward Lauzon Jr. (ur. 22 maja 1984 w Brockton) – amerykański zawodnik mieszanych sztuk walki (MMA). Od 2006 związany z Ultimate Fighting Championship.
Aktualnie jest wraz z Nathanen Diazem współrekordzistą w ilości otrzymanych bonusów finansowych w organizacji UFC (15).

## Kariera MMA

### Wczesna kariera
W MMA zadebiutował 21 lutego 2004 pokonując Davida Gilreina. W październiku tego samego roku poddał Mike'a Browna, zdobywając pas USKBA w wadze superpółśredniej. 1 kwietnia 2006 wygrał turniej World Fighting League, pokonując jednego wieczoru trzech rywali. 

### UFC
Po tym sukcesie dostał angaż w Ultimate Fighting Championship, debiutując 23 września 2006 (UFC 63) w starciu z byłym mistrzem UFC wagi lekkiej, Jensem Pulverem, którego sensacyjnie znokautował w 48 sekundzie pojedynku. Mimo iż był pod kontraktem z UFC, wziął udział w 5. edycji The Ultimate Fighter, dochodząc do półfinału.
W latach 2007–2010 uzyskał bilans 5 zwycięstw (m.in. nad Jeremym Stephensem czy Gabem Ruedigerem) i 3 porażek (m.in. z Kennym Florianem). Większość pojedynków z jego udziałem była nagradzana bonusami finansowymi w ramach walk i poddań wieczoru. Po dwóch efektownych zwycięstwach w 2011 nad Curtem Warburtonem i Melvinem Guillardem, stoczył w lutym 2012 walkę z byłym mistrzem World Extreme Cagefighting Anthonym Pettisem, ostatecznie przegrywając z nim przez nokaut po wysokim kopnięciu w głowę.
4 sierpnia 2012 poddał Jamiego Varnera duszeniem trójkątnym nogami w 3. rundzie pojedynku. Za tę wygraną otrzymał podwójny bonus – za poddanie i walkę wieczoru. Poza tym starcie z Varnerem zostało wyróżnione nagrodą za walkę roku 2012, podczas World MMA Awards. W latach 2012–2016, zanotował bilans 4-5 (wygrane m.in. nad Takanori Gomim i Diego Sanchezem oraz porażka m.in. z Alem Iaquintą.
15 stycznia 2017 pokonał niejednogłośnie na punkty Polaka Marcina Helda.

## Osiągnięcia[5]

### Mieszane sztuki walki
- 2004: mistrz Stanów Zjednoczonych USKBA w wadze superpółśredniej
- 2005: mistrz Mass Destruction w wadze lekkiej
- 2006: zwycięzca WFL Grand Prix
- 2007: The Ultimate Fighter 5 – półfinalista programu w wadze lekkiej
- 2012: World MMA Awards – Walka Roku przeciwko Jamiemu Varnerowi
- 15-krotny zdobywca nagród bonusowych w UFC (6 poddań, 7 walk, 1 występ i 1 nokaut wieczoru)